# قرار مجلس الأمن التابع للأمم المتحدة رقم 2580
قرار مجلس الأمن التابع للأمم المتحدة رقم 2580، الذي اتخذ بالتزكية في اجتماع مغلق في 8 يونيو 2021، وقد نظر المجلس في مسألة التوصية المتعلقة بتعيين الأمين العام للأمم المتحدة، أوصى المجلس إلى الجمعية العامة أن يتم تعيين السيد أنطونيو غوتيريش لولاية ثانية من 1 يناير 2022 إلى 31 ديسمبر 2026.
كان انتخاب غوتيريش بلا منازع ووافقت الدول على قراره على الفور.

## روابط خارجية
- نص القرار في undocs.org